# マイクロ並列処理
マイクロ並列処理（マイクロへいれつしょり、英：Microparallelism）はスーパースカラ・プロセッサ内の既存の並列ユニットを最大限に活用するコードを記述することによって、標準的なコンピュータ・プロセッサ内での、きめの細かい並列処理を搾取するためのソフトウェアの使い方である。

## リファレンス
1. ↑  “Cornell Virtual Workshop: SIMD and Micro-Parallelism”. cvw.cac.cornell.edu. 2020年8月6日閲覧。